# Hullet
Hullet är en sjö i Narsaq på Grönland.